# Arthur d'Épinay de Saint-Luc
Pour les autres membres de la famille, voir Maison d'Espinay Saint-Luc.
Arthur (ou Artus) d’Épinay de Saint-Luc, (mort le 21 septembre 1621) originaire d’une famille noble de Normandie, a été évêque de Marseille de 1619 à 1621 année de sa mort.

## Biographie
Arthur d’Épinay de Saint-Luc était le fils d’un des favoris d’Henri III, François d'Épinay, lieutenant général de la province et de Jeanne de Cossé-Brissac, fille du maréchal Charles Ier de Cossé-Brissac, sieur de Saint-Luc. Alexandre Dumas raconte au tout début (Iere partie, chapitre I) de son roman La Dame de Monsoreau le mariage de ces deux personnages.
On ignore tout de ses études mais il est titulaire d'un doctorat in utroque jure et député de la province ecclésiastique de Tours à l'assemblée du clergé de 1615
Il est commendataire comme abbé de Redon dans le diocèse de Vannes et de Saint-Pierre de Rillé (depuis 1618) dans le diocèse de Rennes et sous-diacre lorsqu'il est nommé, le 28 janvier 1619, évêque de Marseille. Le palais épiscopal ayant été démoli en 1524 lors du siège de la ville par le connétable de Bourbon sous l’épiscopat de Paul de Sade, Arthur d’Épinay put obtenir du roi Louis XIII la cession d’un terrain proche de la cathédrale où se trouvait auparavant une fonderie
Il fut retenu à Paris pour gérer des affaires relatives aux États de Bretagne. Il autorisa les Récollets qui venaient de s’établir à Notre-Dame-du-Rouet à se déplacer en un lieu plus près du centre-ville. Bien que d’Épinay ait pris possession de son évêché il n'avait jamais été consacré à la date de sa mort le  21 septembre 1621. Il avait été reçu commandeur de l'Ordre du Saint-Esprit le 31 décembre 1619 .

## Armoiries
| Figure | Nom et blasonnement |
|        | - Écartelé : au I et IV, d'argent, au chevron d'azur, semé de besants d'or (des Hayes-Espinay) ; au II, contr'écartelé, au 1, de gueules à la fasce d'or, au chef échiqueté d'argent et d'azur (Ailly de Sains), au 2, d'hermine à la croix de gueules chargée de cinq coquilles d'or (Flavy), au 3, de gueules à "deux bars crusillés d'or" (alias "De gueules semés de trèfles d'or, deux bars adossés de même" : Clermont-Nesle), au 4, d'argent à la croix de gueules chargée de cinq coquilles d'or (Hangest) ; au III, parti d'or à trois fasces de gueules (Grouches-Gribeauval) et de sable à trois feuilles de scies d'or (Cossé-Brissac). Couronnede comte ; Autres ornements extérieurs de l'écuinsignes d'évêque, collier de commandeur de l'Ordre du Saint-Esprit. |